# Brusy-Południe (gromada)
Brusy-Południe – dawna gromada, czyli najmniejsza jednostka podziału terytorialnego Polskiej Rzeczypospolitej Ludowej w latach 1954–1972.
Gromady, z gromadzkimi radami narodowymi (GRN) jako organami władzy najniższego stopnia na wsi, funkcjonowały od reformy reorganizującej administrację wiejską przeprowadzonej jesienią 1954 do momentu ich zniesienia z dniem 1 stycznia 1973, tym samym wypierając organizację gminną w latach 1954–1972.
Gromadę Brusy-Południe z siedzibą GRN w Brusach (wówczas wsi, niewchodzącej w jej skład) utworzono 31 grudnia 1961 w powiecie chojnickim w woj. bydgoskim. W jej skład weszły (a) wsie Małe Chełmy, Wielkie Chełmy i Antoniewo oraz miejscowości Dombrówka, Świtkowy, Bagienka, Mościska, Blachowo i Krownia ze zniesionej gromady Małe Chełmy, a także (b) wsie Czarniż, Czyczkowy, Czarnowo, Giełdon, Męcikał i Żabno oraz miejscowości Albania, Borki, Bułgaria, Banof, Czernica, Dąbrówka, Kosoboduno, Ksiosk, Kanada, Macieje, Okręglik, Parowa, Pokrzywno, Pekin, Struga, Śpierwa, Szczawiny, Turowiec, Zajączkowo i Zimne Zdroje ze zniesionej gromady Brusy w tymże powiecie.
Gromadę zniesiono 1 stycznia 1969, a jej obszar włączono do nowo utworzonej gromady Brusy w tymże powiecie.